# 안동 태사묘 삼공신 유물 일괄
안동 태사묘 삼공신 유물 일괄(安東 太師廟 三功臣 遺物 一括)은 경상북도 안동시 북문동, 태사묘에 있는 고려시대의 유물이다. 1967년 6월 23일 대한민국의 보물 제451호로 지정되었다.

## 개요
안동 태사묘 삼공신 유물 일괄(安東 太師廟 三功臣 遺物 一括)은 고려 태조 왕건이 안동에서 후백제의 견훤을 토벌할 때, 활약한 공로로 대광태사란 벼슬을 받은 권행, 김선평, 장정필 3인의 위패가 있는 사당인 태사묘의 유물들이다.
이 사당은 조선 중종 37년(1542)에 세워진 것으로 한국전쟁 때 불에 타 1958년 다시 복원하였다. 현재 총 12종 22점에 달하는 유물들을 보물각에 보관하고 있다.
유물에는 붉은 칠을 한 1개의 잔과, 꽃무늬를 수 놓은 비단 1점, 수는 없으나 꽃무늬 장식이 있는 비단 6점, 검은색 관모 1개, 목이 긴 가죽신발 1켤레, 비단 천으로 만든 부채 1개, 구리로 만든 육면체 도장 2개, 놋쇠로 만든 뚜껑이 달린 합 1개, 옥으로 만든 관자 1개, 손상이 심한 허리띠 4개, 공민왕의 친필로 보이는 교지 1개, 동으로 만든 숟가락 1개와 젓가락 3개 등이 있다.
이 유물들은 3공신의 것이라고는 하지만 누구의 것인지 분별하기 힘들며, 또한 공민왕의 친필로 쓰여진 교지와 숟가락 등은 고려 후기의 것으로 고려 초기의 것과 상당수 섞여 있다. 이 사당의 유물들은 고려시대 관제와 복식을 연구하는데 중요한 자료가 된다.

## 갤러리

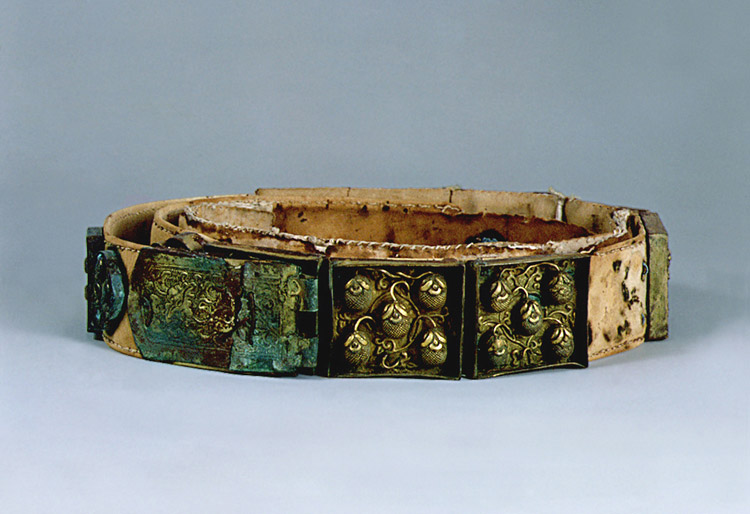
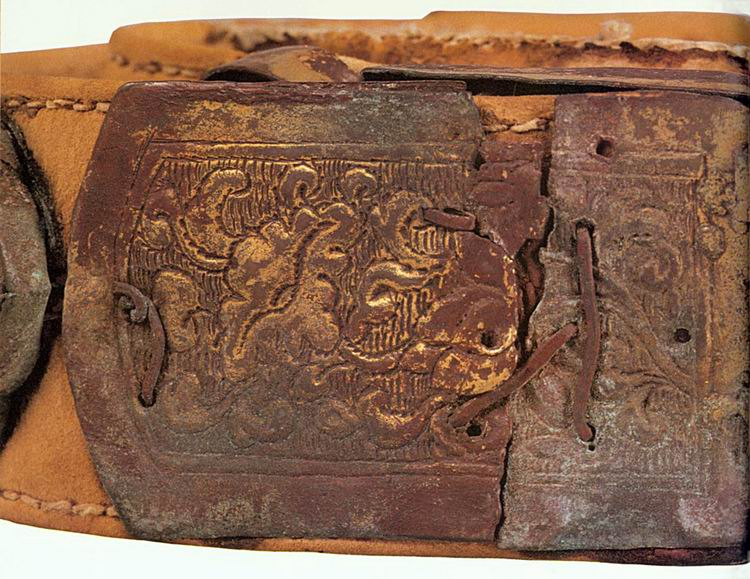
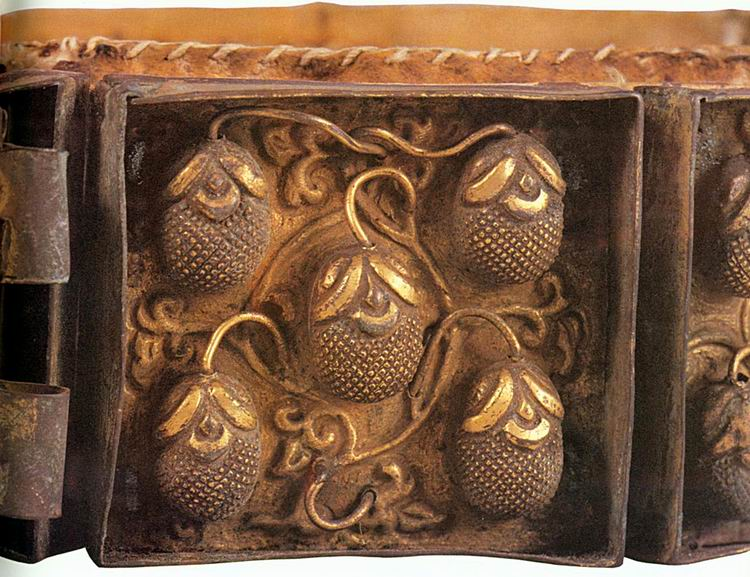

## 세부 목록
| 번호     | 사진 | 명칭                                                                              | 소재지                         | 관리자 (단체)    | 지정일               | 참조 |
| 451-1호  |      | 안동태사묘삼공신유물-주칠탁잔 (安東太師廟三功臣遺物-朱漆托盞)                     | 경북 안동시 북문동 24-1 태사묘 | 태사묘관리위원회 | 1967년 6월 23일 지정 |      |
| 451-2호  |      | 안동태사묘삼공신유물-고견포 (安東太師廟三功臣遺物-古絹布)                         | 경북 안동시 북문동 24-1 태사묘 | 태사묘관리위원회 | 1967년 6월 23일 지정 |      |
| 451-3호  |      | 안동 태사묘 삼공신 유물 일괄-고견포 (安東 太師廟 三功臣 遺物 一括-古絹布)         | 경북 안동시 북문동 24-1 태사묘 | 태사묘관리위원회 | 1967년 6월 23일 지정 |      |
| 451-4호  |      | 안동 태사묘 삼공신 유물 일괄-관 (安東 太師廟 三功臣 遺物 一括-冠)                 | 경북 안동시 북문동 24-1 태사묘 | 태사묘관리위원회 | 1967년 6월 23일 지정 |      |
| 451-5호  |      | 안동 태사묘 삼공신 유물 일괄-리 (安東 太師廟 三功臣 遺物 一括-履)                 | 경북 안동시 북문동 24-1 태사묘 | 태사묘관리위원회 | 1967년 6월 23일 지정 |      |
| 451-6호  |      | 안동 태사묘 삼공신 유물 일괄-포선 (安東 太師廟 三功臣 遺物 一括-布扇)             | 경북 안동시 북문동 24-1 태사묘 | 태사묘관리위원회 | 1967년 6월 23일 지정 |      |
| 451-7호  |      | 안동 태사묘 삼공신 유물 일괄-동인 (安東 太師廟 三功臣 遺物 一括-銅印)             | 경북 안동시 북문동 24-1 태사묘 | 태사묘관리위원회 | 1967년 6월 23일 지정 |      |
| 451-8호  |      | 안동 태사묘 삼공신 유물 일괄-은구유개합 (安東 太師廟 三功臣 遺物 一括-銀구鍮蓋盒) | 경북 안동시 북문동 24-1 태사묘 | 태사묘관리위원회 | 1967년 6월 23일 지정 |      |
| 451-9호  |      | 안동 태사묘 삼공신 유물 일괄-옥관자 (安東 太師廟 三功臣 遺物 一括-玉貫子)         | 경북 안동시 북문동 24-1 태사묘 | 태사묘관리위원회 | 1967년 6월 23일 지정 |      |
| 451-10호 |      | 안동태사묘삼공신유물-혁과대 (安東太師廟三功臣遺物-革銙帶)                         | 경북 안동시 북문동 24-1 태사묘 | 태사묘관리위원회 | 1967년 6월 23일 지정 |      |
| 451-11호 |      | 안동 태사묘 삼공신 유물 일괄-교지 (安東 太師廟 三功臣 遺物 一括-敎旨)             | 경북 안동시 북문동 24-1 태사묘 | 태사묘관리위원회 | 1967년 6월 23일 지정 |      |
| 451-12호 |      | 안동 태사묘 삼공신 유물 일괄-동시저 (安東 太師廟 三功臣 遺物 一括-銅匙箸)         | 경북 안동시 북문동 24-1 태사묘 | 태사묘관리위원회 | 1967년 6월 23일 지정 |      |

## 같이 보기
- 안동 태사묘 - 경상북도 기념물 제15호

## 참고 자료
- 안동 태사묘 삼공신 유물 일괄 - 국가유산청 국가유산포털